# アヴァランチ作戦
アヴァランチ作戦（アヴァランチさくせん、Operation Avalanche）、アヴァランシュ作戦は、第二次世界大戦中、1943年9月9日に実行された連合国軍によるイタリア、サレルノへの上陸作戦である。この作戦にはハロルド・アレクサンダー将軍の第15軍集団（マーク・ウェイン・クラークのアメリカ第5軍、バーナード・モントゴメリーのイギリス軍）が投入された。
この作戦は成功に終わったハスキー作戦に次ぐイタリア戦線におけるものであった。主要な攻撃目標はサレルノ周辺のイタリア本土西海岸への上陸であった。この作戦を支援するためにベイタウン作戦、スラップスティック作戦といった作戦も計画された。

## 背景
枢軸国側の北アフリカ戦線での敗北によりイギリス首相のウィンストン・チャーチルは、イタリアを戦争から脱落させてイタリア海軍を無力化し、地中海での輸送を安全なものにしようと欲していた。そうすることで中東や極東、そしてソビエト連邦への援助のための補給線を維持することを容易にしようとした。またイタリアに侵攻することでドイツ陸軍をこの方面に留め置くこととなり、オーバーロード作戦（ノルマンディ侵攻）の成功に寄与すると考えた。それに対し、ジョージ・マーシャルらアメリカ軍首脳は、オーバーロード作戦の遅延につながるとして、この方面での作戦は計画していなかった。

## 経過
ドイツ軍は事前にサレルノ上陸の可能性が高いとして第16装甲師団をサレルノ湾を見下ろす丘陵部に配置していた。
9月9日に上陸した連合国軍は思わぬ抵抗に一時後退した。
この間にドイツ軍の援軍が到着し、逆にハインリヒ・フォン・フィーティングホフ将軍率いる戦車及び自走砲が逆襲に出てきた。
連合国軍は105 mm砲の直接照準射撃で応戦し、なんとか橋頭堡を確保した。またアメリカ陸軍の第82空挺師団の降下作戦が行われた。
9月15日、イギリス海軍の戦艦ウォースパイトとヴァリアントがサレルノ湾に到着し、艦砲射撃でドイツ軍部隊に甚大な被害を与えた。
また、連合国軍はドイツ軍の前線の背後にある街道沿いの町を戦略爆撃で壊滅させ、補給を断絶させた。

## 結末
ドイツ軍は機甲師団、機械化歩兵師団を併せて6個投入したが、連合軍の砲兵や艦砲射撃の前に上陸した連合軍を駆逐することはできなかった。